# Isolepis hystrix
Isolepis hystrix är en halvgräsart som först beskrevs av Carl Peter Thunberg, och fick sitt nu gällande namn av Christian Gottfried Daniel Nees von Esenbeck. Isolepis hystrix ingår i släktet borstsävssläktet, och familjen halvgräs. Inga underarter finns listade i Catalogue of Life.